# Strmilov
Strmilov település Csehországban, a Jindřichův Hradec-i járásban. Strmilov Nová Olešná, Bořetín, Bednárec, Zahrádky, Bednáreček, Studená, Horní Meziříčko, Kunžak, Popelín és Střížovice településekkel határos. Lakosainak száma 1432 fő (2024. január 1.).

## Népesség
A település lakosságának változását az alábbi diagram mutatja:
| Lakosok száma | 3893 | 3378 | 2943 | 2082 | 1640 | 1522 | 1401 | 1425 | 1445 | 1432 |
|               | 1869 | 1890 | 1921 | 1950 | 1980 | 2001 | 2017 | 2019 | 2022 | 2024 |